# William Van Alen
Pour les articles homonymes, voir Van Alen.

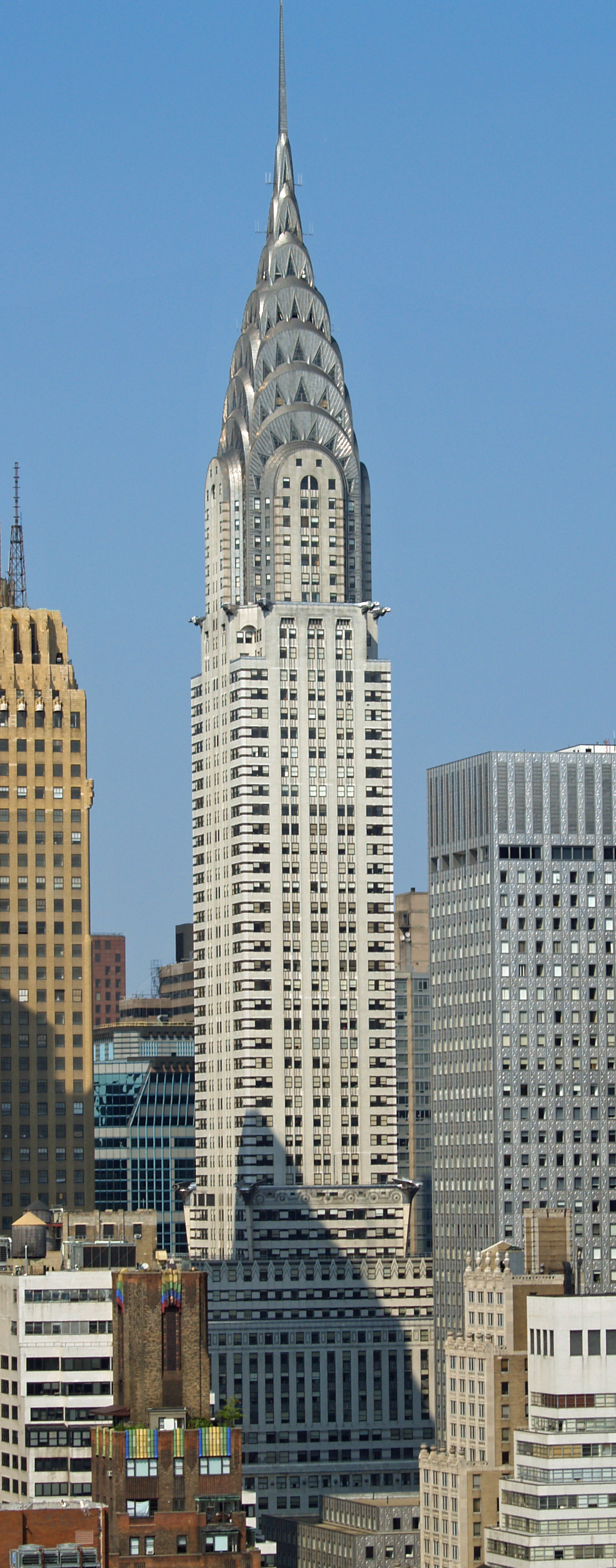
Chrysler Building

William Van Alen (né le 10 août 1883 à Brooklyn, mort le 24 mai 1954) était un architecte américain, surtout connu pour avoir réalisé le Chrysler Building, qui fut le plus haut bâtiment du monde entre 1930 et 1931. Van Alen suivit des études au Pratt Institute de Brooklyn, avant de travailler dans le cabinet de Clarence True. Il travailla ensuite pour de nombreuses entreprises new-yorkaises, avant de remporter en 1908 le Lloyd Warren Fellowship, qui lui permit de commencer des études en Europe. Van Alen étudia ainsi à Paris, dans l'atelier de Victor Laloux, ainsi qu'à l'École des beaux-arts.
En 1911, Van Alen retourna à New York, où il s'associa à H. Craig Severance. Leur partenariat devint célèbre grâce à leurs constructions de centres commerciaux à plusieurs étages, qui rompaient avec les règles classiques en la matière. En 1925, les deux partenaires se séparèrent, mais Van Alen continua ses activités à son compte à New York. Van Alen fut ensuite contacté par Walter Chrysler (créateur de la marque de voiture Chrysler) pour construire un gratte-ciel à la gloire du magnat qui désirait posséder le plus haut bâtiment au monde. Afin de réaliser cet objectif, face à une impitoyable concurrence, Van Alen imagina une arme secrète pour distancer tous les éventuels concurrents : une flèche en acier inoxydable de 58,4 mètres de haut, qui serait construite dans le bâtiment, puis hissée au sommet du gratte-ciel une fois le building terminé.
Van Alen aurait ainsi, lors d'un bal des Beaux-Arts en 1931, porté un grand chapeau de la forme de la flèche, symbole de sa victoire.